# خانه مشکی
خانه مشکی مربوط به دوره پهلوی است و در شهرضا، خیابان شهید بهشتی، بعد از چهارراه شهرداری، بطرف فلکه مرکزی واقع شده و این اثر در تاریخ ۲۲ آبان ۱۳۸۶ با شمارهٔ ثبت ۲۰۰۲۱ به‌عنوان یکی از آثار ملی ایران به ثبت رسیده است.